# Jean Boyer
Jean Boyer (Parigi, 26 giugno 1901 – Parigi, 10 marzo 1965) è stato un regista e compositore francese.

## Biografia
Figlio del cantautore Lucien Boyer, Jean Boyer iniziò giovanissimo a frequentare gli ambienti di teatro e cabaret. In una di queste occasioni incontrò il compositore George Van Parys, con il quale collaborò in una ventina di film, tra cui Circostanze attenuanti (1939), Bolero (1941), Romance de Paris (1941) e Garù garù (1951), e a numerose canzoni.

## Filmografia parziale

### Regista
- Roses noires, co-regia di Paul Martin (1935)
- Le tre mogli di papà (La Chaleur du sein) (1938)
- Il diavolo va in collegio (1944)
- Le Rosier de Madame Husson (1950)
- Nous irons à Monte Carlo (1951)
- Le Trou normand, regia di Jean Boyer (1952)
- Il paese dei campanelli (1954)
- I sette peccati di papà (J'avais sept filles), (1954)
- La Terreur des dames (1956)
- Il capitano della legione (Sénéchal le magnifique), (1957)
- Psicanalista per signora (Le Confident de ces dames) (1959)
- Ho una moglie pazza, pazza, pazza (Relaxe-toi chérie), (1964)